# 1994 TS3
1994 TS3 är en asteroid i huvudbältet som upptäcktes den 13 oktober 1994 av de båda japanska astronomerna Takeshi Urata och Yoshisada Shimizu vid Nachi-Katsuura-observatoriet.
Asteroiden har en diameter på ungefär 6 kilometer och den tillhör asteroidgruppen Eunomia.